# 富士電視台週二晚間九點連續劇
富士電視台週二晚間九點連續劇系列，簡稱「火九」，是日本富士電視台於每星期二晚間9時至10時（日本時間）播出的電視連續劇檔次，通常以年輕的演員擔任主角。
2015年4月，《影子寫手》播畢後，富士電視台將此電視劇時段廢除改播綜藝節目。
2024年10月，時隔9年此電視劇時段播出新電視劇《Okura～難解事件搜查～》。

## 平均十大收視率排行
| 1  | 古畑任三郎3            | 1999年 | 25.1％  |
| 2  | 神啊！請多給我一點時間 | 1998年 | 22.6％  |
| 3  | 急症群英2              | 2001年 | 20.6％  |
| 4  | 急症群英1              | 1999年 | 20.3％  |
| 5  | 秀逗小護士3            | 2000年 | 19.3％  |
| 6  | 秀逗小護士2            | 1997年 | 19.2％  |
| 7  | 急症群英4              | 2009年 | 19.20％ |
| 8  | 急症群英3              | 2005年 | 19.17％ |
| 9  | 大搜查線               | 1997年 | 18.2％  |
| 10 | WITH LOVE              | 1998年 | 18.1％  |

## 最高十大收視率排行
收視率後方的括號內為達到該收視數字的集數。
| 1  | 神啊！請多給我一點時間 | 1998年 | 28.3％（最終回） |
| 2  | 古畑任三郎3            | 1999年 | 28.3%（最終回）  |
| 3  | 急症群英2              | 2001年 | 25.4%（最終回）  |
| 4  | 急症群英1              | 1999年 | 24.0%（初回）    |
| 5  | WITH LOVE              | 1998年 | 23.6%（最終回）  |
| 6  | 大搜查線               | 1997年 | 23.1%（最終回）  |
| 7  |                        | 2004年 | 22.8%（最終回）  |
| 8  | 秀逗小護士3            | 2000年 | 22.7%（初回）    |
| 9  | 別叫我總理             | 1997年 | 22.6%（初回）    |
| 10 | 秀逗小護士2            | 1997年 | 22.1%（初回）    |

## 作品列表

### 1990年代

#### 1996年
- 4月16日 - 6月25日：醜小鴨（日语：みにくいアヒルの子 (テレビドラマ)）
  - 出演：岸谷五朗、常盤貴子、河相我聞、森口瑤子、田口浩正 等
  - 劇本：水橋文美江、山崎淳也
- 7月2日－9月24日：秀逗小護士
  - 出演：觀月亞里莎、松下由樹、諸星和己、岡田浩輝、長塚京三、吉行和子、小島聖 等
  - 劇本：江頭美智留
- 10月15日 - 12月17日：是誰造成今日的我（日语：こんな私に誰がした）
  - 出演：筒井道隆、武田真治、江角真紀子、松隆子 等
  - 劇本：田邊滿、戶田山雅司、松本稔

#### 1997年
- 1月7日 - 3月18日：大搜查線
  - 出演：織田裕二、柳葉敏郎、深津繪里、水野美紀、中山裕介、碇矢長介等
  - 劇本：君塚良一
- 4月8日 - 6月17日：別叫我總理
  - 出演：田村正和、鈴木保奈美、筒井道隆、田山涼成、西村雅彥、戶田惠子、佐藤藍子、鶴田真由、內藤剛志、唐澤壽明、風間杜夫、小松政夫、藤村俊二等
  - 劇本：三谷幸喜
- 7月1日 - 9月16日：相愛月明時（日语：月の輝く夜だから）
  - 出演：江角真紀子、岸谷五朗、木村佳乃、上川隆也，金田明夫，松田美由紀 等
  - 劇本：橋部敦子
- 10月14日 - 12月23日：秀逗小護士2
  - 出演：觀月亞里莎、松下由樹、松岡昌宏、吉行和子、野際陽子 等
  - 劇本：江頭美智留

#### 1998年
- 1月13日 - 3月17日：閃亮的人生（日语：きらきらひかる）
  - 原作：郷田マモラ『閃亮的人生』
  - 出演：深津繪里、柳葉敏郎、松雪泰子、鈴木京香、小林聰美、篠原涼子、石丸謙二郎、林泰文、野村佑人 等
  - 劇本：井上由美子
- 4月14日 - 6月30日：WITH LOVE
  - 出演：竹野內豐、田中美里、藤原紀香、及川光博、原沙知繪、淺田美代子 等
  - 劇本：伴一彥
- 7月7日 - 9月22日：神啊！請多給我一點時間
  - 出演：金城武、深田恭子、加藤晴彦、仲間由紀惠、矢澤心、益岡徹、平田滿、田中好子 等
  - 劇本：淺野妙子
- 10月13日 - 12月15日：大女生日記（日语：殴る女）
  - 出演：和久井映見、吹越滿、石黑賢、東幹久、小野武彥、天海佑希 等
  - 劇本：田淵久美子

#### 1999年
- 1月5日 - 3月23日：急症群英
  - 出演：江口洋介、松嶋菜菜子、須藤理彩、八嶋智人、大島蓉子、金田明夫、杉本哲太、澤村一樹 等
  - 劇本：橋部敦子、福田靖、飯野陽子
- 4月13日 - 6月22日：古畑任三郎
  - 出演：田村正和、西村雅彦、石井正則、小林隆 等
  - 劇本：三谷幸喜
- 7月6日 - 9月21日：小市民狂想曲（日语：小市民ケーン）
  - 出演：木梨憲武、榎本加奈子、羽田美智子、吹越滿、澤村一樹、長谷川朝晴、小木茂光、市毛良枝 等
  - 劇本：橋部敦子、福島三郎
- 10月12日 - 12月21日：OUT嬌妻犯罪檔案（日语：OUT ～妻たちの犯罪～）
- 原作：桐野夏生『OUT』
  - 出演：田中美佐子、飯島直子、原沙知繪、哀川翔、細川茂樹、伊藤英明、段田安則、柄本明 等
  - 劇本：前川洋一

### 2000年代

#### 2000年
- 1月11日 - 3月21日：相親結婚（日语：お見合い結婚）
  - 出演：松隆子、中山裕介、窪塚洋介、川原亞矢子、今井雅之、田山涼成、酒井敏也等
  - 劇本：吉田紀子
- 4月11日 - 9月19日：秀逗小護士3
  - 出演：觀月亞里莎、松下由樹、神田宇野、藤木直人、國分佐智子、石原良純、吉行和子、長塚京三 等
  - 劇本：兩澤和幸、橋部敦子、金子亞里莎
- 10月10日 - 12月19日：編集王（日语：編集王）
  - 原作：土田世紀『編集王』
  - 出演：原田泰造、京野琴美、菊川怜、真中瞳、高橋克實、八嶋智人、川端龍太、大竹忍等
  - 劇本：秦建日子

#### 2001年
- 1月9日 - 3月20日：愛當女主播（日语：女子アナ。）
  - 出演：水野美紀、友阪理惠、伊藤英明、佐藤藍子、國分佐智子、吉澤悠、木村多江、大杉漣、大友康平、片平渚等
  - 劇本：前川洋一
- 4月10日 - 6月26日：新上班女郎（日语：新・お水の花道）
  - 原作：城戶口靜『上班女郎』
  - 出演：財前直見、上川隆也、長嶋一茂、原沙知繪、真中瞳、伊東美咲、矢澤心、戶田惠子等
  - 劇本：梅田美香
- 7月3日 - 9月18日：急症群英2
  - 出演：江口洋介、松雪泰子、伊藤英明、須藤理彩、木村多江、田畑智子、宮迫博之、谷原章介、小林進、小日向文世、渡邊一惠 等
  - 劇本：福田靖、橋部敦子、飯野陽子、秦建日子、田邊滿、林宏司
- 10月9日－12月18日：再見，小津老師（日语：さよなら、小津先生）
  - 出演：田村正和、中山裕介、瀨戶朝香、西田尚美、京野琴美、森山未來、脇知弘、忍成修吾、勝地涼、瑛太、余貴美子、小日向文世、谷啟 等
  - 劇本：君塚良一

#### 2002年
- 1月8日 - 3月19日：初體驗（日语：初体験）
  - 出演：水野美紀、藤木直人、篠原涼子、小田切讓、小泉孝太郎、畑野浩子、八嶋智人、坂井真紀、加藤治子 等
  - 劇本：神山由美子
- 4月9日－6月25日：整形美人（日语：整形美人。）
  - 出演：米倉涼子、椎名桔平、加藤晴彥、小西真奈美、青田典子、谷原章介、柴田理惠、小倉久寬、市毛良枝等
  - 劇本：吉田智子
- 7月2日－9月24日：秀逗小護士4
  - 出演：觀月亞里沙、松下由樹、藤木直人、安達祐實、石原良純、吉行和子、益岡徹等
  - 劇本：橋部敦子、兩澤和幸、金子亞里莎、飯野陽子
- 10月8日－12月17日：特警2人組（日语：ダブルスコア）
  - 出演：反町隆史、押尾學、須藤理彩、村上里佳子、岡田義德、石丸謙二郎、阿南健治、相島一之、鶴田忍等
  - 劇本：寺田敏雄

#### 2003年
- 1月7日－3月11日：和婆婆一起（日语：お義母さんといっしょ）
- 出演：水野美紀、海東健、小栗旬、宮本真希、久我陽子、高橋瞳、小池徹平、上野樹里、田口浩正、宇津井健等
- 劇本：金子亞里莎
- 4月15日－6月24日：顏
- 出演：仲間由紀惠、小田切讓、京野琴美、海東健、近藤芳正、品川佑、田中哲司、升毅、益岡徹、余貴美子等
- 原作：橫山秀夫『顏』
- 劇本：高橋留美
- 7月1日－9月9日：WATER BOYS（日语：WATER BOYS）
- 出演：山田孝之、森山未來、瑛太、石垣佑磨、石井智也、宮地真緒、香椎由宇、相武紗季、玉木宏、淺野和之、高橋瞳、八嶋智人、杉本哲太、竹中直人、柄本明、布施明等
- 劇本：橋本裕志
- 10月7日－12月9日：鬼鄰居（日语：あなたの隣に誰かいる）
- 出演：夏川結衣、中山裕介、北村一輝、白石美帆、佐藤藍子、高知東生等
- 劇本：坂元裕二

#### 2004年
- 1月6日－3月16日：烈火男兒
- 出演：山田孝之、內山理名、MIMURA、塚本高史、石黑賢、鹿賀丈史、小西真奈美、葛山信吾、溫水洋一等
- 原作：曾田正人『火線先峰大吾』
- 劇本：吉田智子
- 4月13日－6月29日：Wonderful Life（日语：ワンダフルライフ）
- 出演：反町隆史、長谷川京子、八嶋智人、田口浩正、堀內健、伊東四朗、津川雅彥等
- 劇本：福田靖
- 7月6日－9月21日：WATER BOYS2（日语：WATER BOYS2）
- 出演：市原隼人、石原里美、中尾明慶、齊藤慶太、小池徹平、木村了、金子貴俊、山口紗彌加、井上和香、森下愛子、小日向文世、佐野史郎等
- 劇本：橋本裕志
- 10月5日－12月14日：菜鳥老師來報到
- 出演：MIMURA、原田泰造、瑛太、須藤理彩、平岡祐太、黑木美沙、山崎樹範、遠藤雄彌、山本太郎、小日向文世、淺野優子等
- 劇本：相澤友子

#### 2005年
- 1月11日 - 3月22日：急症群英3
  - 出演：江口洋介、松嶋菜菜子、香川照之、京野琴美、小栗旬、大泉洋、川岡大次郎、MEGUMI、深浦加奈子、井上真央、渡邊典子、山口美也子、平田滿、渡邊哲、小市慢太郎、石黑賢、仲村徹 等
  - 劇本：福田靖、武田大助
- 4月19日 - 6月28日：離婚女律師（日语：離婚弁護士II～ハンサムウーマン～）2
  - 出演：天海祐希、瀨戶朝香、玉山鐵二、佐佐木藏之介、片瀨那奈、宇梶剛士、松重豐、戶田惠子、津川雅彥 等
  - 劇本：林宏司
- 7月5日 - 9月13日：海猿
  - 原作：佐藤秀峰、小森陽一『海猿』
  - 出演：伊藤英明、加藤愛、仲村徹、佐藤仁美、佐藤隆太、三宅弘城、平山祐介、坂本真、飯田基祐、時任三郎、伊武雅刀、夏八木勳 等
  - 劇本：福田靖
- 10月11日 - 12月20日：一公升的眼淚
  - 原作：木藤雅也『一公升的眼淚』
  - 出演：澤尻英龍華、藥師丸博子、錦戶亮（關西傑尼斯∞）、成海璃子、真田佑馬、松山研一、勝野洋、藤木直人、陣內孝則 等
  - 劇本：江頭美智留、大島里美

#### 2006年
- 1月10日 - 3月21日：小護士當家
  - 原作：越野涼『護士小葵』
  - 出演：石原里美
  - 劇本：吉田智子
- 4月18日－6月27日：Attention Please
  - 出演：上戶彩、錦戶亮（關西傑尼斯∞）、相武紗季、小泉孝太郎、上原美佐、井上順、小日向文世、真矢美季 等
  - 劇本：後藤法子、永田優子
- 7月11日 - 9月19日：Dance Drill（日语：ダンドリ。～Dance☆Drill～）
  - 出演：榮倉奈奈、加藤羅莎、森田彩華、西原亞希、悠城早矢、增田貴久（NEWS）、菅野美穗、戶田惠子、國分太一（TOKIO）等
  - 劇本：橫內謙介、半澤律子
- 10月17日 - 12月26日：役者魂！（日语：役者魂）
  - 出演：松隆子、森山未來、加藤羅莎、香川照之、藤田誠 等
  - 劇本：君塚良一

#### 2007年
- 1月16日 - 3月27日：老婆這週要出牆
  - 出演：中山裕介、石田百合子、友阪理惠、澤村一樹、和田正人、宅間孝行、藤井郁彌、西村雅彥、江波杏子 等
  - 劇本：吉田智子
- 4月10日 - 6月26日：新娘與爸爸
  - 出演：石原里美
  - 劇本：泉吉紘、小川智子
- 7月3日 - 9月18日：花樣少年少女（花ざかりの君たちへ）
  - 原作：中條比紗也『花樣少年少女』
  - 出演：堀北真希、小栗旬、生田斗真、水嶋宏、岡田將生、山本裕典、木村了、溝端淳平、五十嵐隼士、武田航平、崎本大海、加藤慶佑、城田優、石垣佑磨、姜暢雄、岩佐真悠子、平愛梨、桐谷美玲、黑瀨真奈美、松田圓、紺野真晝、宇梶剛士、上川隆也 等
  - 劇本：武藤將吾
- 10月16日 - 12月18日：我的野蠻媽咪
  - 出演：上戶彩、大泉洋、澀谷武尊、片瀨那奈、向井理、瀨戶康史、山口紗彌加、友坂理惠、東幹久、岡江久美子等
  - 劇本：大石靜

#### 2008年
- 1月8日 - 3月18日：蜂蜜幸運草
  - 原作：羽海野千花『蜂蜜幸運草』
  - 出演：成海璃子、生田斗真、原田夏希、向井理、成宮寬貴、木村祐一、柏原崇、村上淳、瀨戶潮香 等
  - 劇本：金子茂樹
- 4月15日－6月24日：絕對達令
  - 出演：速水直道、水嶋宏、相武紗季、酒井彩名、篠井英介、中村俊介、佐佐木藏之介、山本圭、真矢美季 等
  - 原作：渡瀨悠宇『絕對達令』
  - 劇本：根津里香
- 7月8日 - 9月16日：少年刑警
- 原作：安童夕馬、朝基勝士『少年刑警』
  - 出演：小池徹平、大後壽壽花、大東俊介、川野直輝、末永遙、倉貴匡弘、橋爪遼、南明奈、宮川大輔、塚地武雅、藤木直人、真矢美季 等
  - 劇本：武藤將吾
- 10月14日 - 12月23日：名人與貧乏太郎
  - 出演：上戶彩、上地雄輔、國仲涼子、清水優哉、北村燦來、小林海人、田村裕、黑木辰哉、田山涼成、酒井敏也、柏原崇、三浦理惠子、若村麻由美、宅間孝行、山下真司、風間杜夫 等
  - 劇本：德永友一

#### 2009年
- 原作：宮城理子『小咩的管家』
  - 1月13日 - 3月17日：小咩的管家
  - 出演：水嶋宏、榮倉奈奈、佐藤健、夕輝壽太、真山明大、鈴木亮平、阿部進之介、高木心平、高木平、向井理、姜暢雄、岩佐真悠子、大政絢、中府別葵、吉田里琴、谷村美月、山田優、鈴木浩介、堀内敬子、石野真子、杉本哲太、津川雅彥 等
  - 劇本：古家和尚
- 4月14日 - 6月23日：家有六子
  - 出演：堀北真希、向井理、山本裕典、瀨戶康史、鶴野剛士、岡山智樹、永山絢斗、岡田義德、要潤、山本耕史、高島禮子、草刈正雄 等
  - 劇本：武藤將吾
- 8月11日 - 9月22日：急症群英4
  - 出演：江口洋介、松嶋菜菜子、木村多江、北乃紀伊、西原亞希、石田卓也、板尾創路、中山裕介 等
  - 劇本：二木洋樹、一色伸幸
- 10月13日 - 11月3日：粉紅系男孩〜秋〜
  - 原作：菅野文『粉紅系男孩』
  - 出演：岡田將生、夏帆、木村了、瀨戶康史、佐野和真、桐谷美玲、市川知宏、武井咲、柳原可奈子、高田延彥、鶴見辰吾、山本未來 等
  - 劇本：野口照夫、栗原鞠記、半澤律子、吹原幸太
- 11月10日 - 2010年1月19日：詐欺遊戲 2
  - 原作：甲斐谷忍『詐欺遊戲』
  - 出演：戶田惠梨香、松田翔太、鈴木浩介、吉瀬美智子、渡邊一惠、菊地凜子 等
  - 劇本：黑岩勉

### 2010年代

#### 2010年
- 1月26日 - 3月16日：決定不哭的日子
  - 出演：榮倉奈奈、藤木直人、要潤、杏、五十嵐隼士、長谷川純、川口春奈、片瀨那奈、段田安則、木村佳乃 等
  - 劇本：渡邊千穗
- 4月13日 - 6月22日：絕對零度～未解決事件特命搜查～
  - 出演：上戶彩、宮迫博之、山口紗彌加、丸山智己、北川弘美、木村了、南圭介、中原丈雄、杉本哲太、北大路欣也 等
  - 劇本：酒井雅秋
- 7月13日 - 9月14日：JOKER 不被原諒的搜查官
  - 出演：堺雅人、錦戶亮（關西傑尼斯∞）、杏、佐伯新、井上正大、鈴木凜、永岡卓也、平山浩行、土屋裕一、鹿賀丈史 等
  - 劇本：武藤將吾
- 10月19日 - 12月21日：打工仔買房記
  - 出演：二宮和也（嵐）、香里奈、井川遙、丸山隆平（關西傑尼斯∞）、井上正大、岡本玲、橫尾涉、大友康平、鷲導真知子、真島秀和、坂口良子、竹中直人、淺野溫子 等
  - 原作：有川浩『飛特族，買個家。』
  - 劇本：橋部敦子

#### 2011年
- 1月11日－3月22日：CONTROL～犯罪心理搜查～
  - 出演：松下奈緒、藤木直人、橫山裕、北村有起哉、臼田朝美、勝村政信、泉谷茂 等
  - 劇本：寺田敏雄、田邊滿、高山直也
  - 主題歌：桑田佳祐「銀河的星屑」
- 4月12日 - 6月21日：失去名字的女神
  - 出演：杏、尾野真千子、倉科加奈、涼、木村佳乃 等
  - 劇本：渡邊千穗
  - 主題歌：安潔拉亞季
- 7月12日－9月20日：絕對零度～特殊犯罪潛入搜查～
  - 出演：上戶彩、桐谷健太、北川弘美、[山口紗彌加、丸山智己、木村了、南圭介、中原丈雄、杉本哲太、北大路欣也 等
  - 劇本：酒井雅秋、濱田秀哉、黑岩勉 等
  - 主題歌：LOVE PSYCHEDELICO「It's You」
- 10月18日 - 12月20日：推理要在晚餐後
  - 原作：東川篤哉『推理要在晚餐後』
  - 出演：櫻井翔（嵐）、北川景子、椎名桔平 等
  - 劇本：黑岩勉等
  - 主題歌：嵐

#### 2012年
- 1月10日 - 3月20日：Strawberry Night
  - 原作：譽田哲也『Strawberry Night』
  - 出演：竹內結子、西島秀俊、武田鐵矢、桐谷健太、生瀨勝久、遠藤憲一、高嶋政宏、國仲涼子、渡邊一惠、林遣都、谷村美月、佐藤祐基、小出惠介、丸山隆平（關西傑尼斯∞）、大和田獏 等
  - 劇本：龍居由佳里、林誠人、黑岩勉、旺季志ずか
  - 主題歌：GReeeeN
- 4月17日 - 6月26日：LEGAL HIGH
  - 出演：堺雅人、新垣結衣、生瀨勝久、小池榮子、里見浩太朗、田口淳之介（KAT-TUN）、矢野聖人 等
  - 劇本：古澤良太
  - OP：小野惠令奈
  - 主題歌：PES
- 7月10日 - 9月18日：無法呼吸的夏天
  - 出演：武井咲、江口洋介、中村蒼、木村佳乃、要潤、淺田美代子、北大路欣也 等
  - 劇本：渡邊千穗
  - 主題歌：BUMP OF CHICKEN「firefly」
- 10月23日 - 12月25日：遲開的向日葵
  - 出演：生田斗真、真木陽子、桐谷健太、香椎由宇、柄本佑、木村文乃、國仲涼子、松重豐 等
  - 劇本：橋部敦子
  - 主題歌：Mr.Children「常套句」

#### 2013年
- 1月15日 - 3月26日：LAST HOPE
  - 出演：相葉雅紀（嵐）、多部未華子、田邊誠一、小池榮子、北村有起哉、櫻庭奈奈美、平田滿、高嶋政宏、小日向文世 等
  - 劇本：濱田秀哉
  - 主題歌：嵐「Calling」
- 4月9日 - 6月18日：鴨，去京都。～老牌旅館的老闆娘日記～
  - 出演：松下奈緒、椎名桔平、若村麻由美、堀內敬子、大東駿介、高杉亘、笹野高史、伊武雅刀、市毛良枝、松平健、片瀨梨乃 等
  - 劇本：森迅史、酒井雅秋、岩下悠子
  - 主題歌：椎名林檎
- 7月9日 - 9月10日：急症群英5
  - 出演：松嶋菜菜子、佐佐木藏之介、風間俊介、蘆名星、波瑠、岡本玲 等
  - 劇本：飯野陽子、ひかわかよ
  - 主題歌：DREAMS COME TRUE
- 10月15日 - 12月24日：Miss Pilot
  - 出演：堀北真希、相武紗季、齋藤工、櫻庭奈奈美、菜菜緒、小柳友、庄野崎謙 等
  - 劇本：櫻井剛
  - 主題歌：Kaho「Every Hero」

#### 2014年
- 1月14日－3月18日：福家警部補的問候
  - 原作：大倉崇裕
  - 出演：檀麗、稻垣吾郎、柄本時生 等
  - 劇本：正岡謙一郞、麻倉圭司
- 4月15日 - 6月24日：Bitter Blood
  - 原作：雫井脩介
  - 出演：佐藤健、渡部篤郎、KEIJI、忽那汐里 等
  - 劇本：小山正太
  - 主題歌：May Day「Do You Ever Shine?」
- 7月15日 - 9月9日：翌檜三三七拍子
  - 原作：重松清
  - 出演：柳葉敏郎、剛力彩芽、風間俊介、反町隆史 等
  - 劇本：吉田紀子、
  - 主題歌：SPITZ
- 10月21日 - 12月23日：全部成為F
  - 原作：森博嗣《犀川&萌繪系列》
  - 出演：武井咲、綾野剛、小澤征悅、早見朱莉等
  - 劇本：黑岩勉、小山正太
  - 主題歌：

#### 2015年
- 1月13日 - 3月17日：影子寫手
  - 出演：中谷美紀、水川麻美、三浦翔平、田中哲司 等
  - 劇本：橋部敦子
  - 主題歌：androp「Ghost」

### 2020年代

#### 2024年
- 10月8日 - 12月17日：Okura～難解事件搜查～
  - 主演：反町隆史、杉野遙亮
  - 劇本：武藤將吾
  - 主題歌：kroi「Jewel」

#### 2025年
- 1月21日 - 3月25日：EYESEE～瞬間記憶搜查·柊班～（アイシー〜瞬間記憶捜査・柊班〜）
  - 主演：波瑠
  - 劇本：高橋悠也
  - 主題歌：永遠是深夜有多好。
- 4月8日 - 6月17日：人事的人見（人事の人見）
  - 主演：松田元太（Travis Japan）
  - 劇本：冨坂友
  - 主題歌：宮本浩次
- 7月22日 - ：Stingers 警視廳誘餌搜查驗證室（スティンガース 警視庁おとり捜査検証室）
  - 主演：森川葵
  - 劇本：徳尾浩司
  - OP曲：harha「Masquerade」
  - 主題歌：Pilot「Magic」
- 10月7日 - ：新東京水上警察（新東京水上警察）
  - 原作：吉川英梨
  - 主演：佐藤隆太
  - 劇本：我人祥太

## 放送局
注：日本使用JST，台灣使用NST
| 放送對象地域  | 放送局                          | 系列                                         | 放送星期・放送時間 | 備注     |
| ------------- | ------------------------------- | -------------------------------------------- | ------------------ | -------- |
| 關東廣域圏    | 富士電視台（CX） 『火九』製作局 | 富士電視台系列                               | 週二 21:00 - 21:54 | 同步播出 |
| 北海道        | 北海道文化放送（uhb）           | 富士電視台系列                               | 週二 21:00 - 21:54 | 同步播出 |
| 岩手縣        | 岩手可愛電視台（mit）           | 富士電視台系列                               | 週二 21:00 - 21:54 | 同步播出 |
| 宮城縣        | 仙台放送（OX）                  | 富士電視台系列                               | 週二 21:00 - 21:54 | 同步播出 |
| 秋田縣        | 秋田電視台（AKT）               | 富士電視台系列                               | 週二 21:00 - 21:54 | 同步播出 |
| 山形縣        | 櫻桃電視台（SAY）               | 富士電視台系列                               | 週二 21:00 - 21:54 | 同步播出 |
| 福島縣        | 福島電視台（FTV）               | 富士電視台系列                               | 週二 21:00 - 21:54 | 同步播出 |
| 新潟縣        | 新潟綜合電視台（NST）           | 富士電視台系列                               | 週二 21:00 - 21:54 | 同步播出 |
| 長野県        | 長野放送（NBS）                 | 富士電視台系列                               | 週二 21:00 - 21:54 | 同步播出 |
| 長野縣        | 長野放送（NBS）                 | 富士電視台系列                               | 週二 21:00 - 21:54 | 同步播出 |
| 靜岡縣        | 靜岡電視台（SUT）               | 富士電視台系列                               | 週二 21:00 - 21:54 | 同步播出 |
| 富山縣        | 富山電視台（BBT）               | 富士電視台系列                               | 週二 21:00 - 21:54 | 同步播出 |
| 石川縣        | 石川電視台（ITC）               | 富士電視台系列                               | 週二 21:00 - 21:54 | 同步播出 |
| 福井縣        | 福井電視台（FTB）               | 富士電視台系列                               | 週二 21:00 - 21:54 | 同步播出 |
| 中京廣域圏    | 東海電視台（THK）               | 富士電視台系列                               | 週二 21:00 - 21:54 | 同步播出 |
| 近畿廣域圏    | 關西電視台（KTV）               | 富士電視台系列                               | 週二 21:00 - 21:54 | 同步播出 |
| 島根縣 鳥取縣 | 山陰中央電視台（TSK）           | 富士電視台系列                               | 週二 21:00 - 21:54 | 同步播出 |
| 岡山縣 香川縣 | 岡山放送（OHK）                 | 富士電視台系列                               | 週二 21:00 - 21:54 | 同步播出 |
| 廣島縣        | 新廣島電視台（TSS）             | 富士電視台系列                               | 週二 21:00 - 21:54 | 同步播出 |
| 愛媛縣        | 愛媛電視台（EBC）               | 富士電視台系列                               | 週二 21:00 - 21:54 | 同步播出 |
| 高知縣        | 高知SunSun電視台（KSS）         | 富士電視台系列                               | 週二 21:00 - 21:54 | 同步播出 |
| 福岡縣        | 西日本電視台（TNC）             | 富士電視台系列                               | 週二 21:00 - 21:54 | 同步播出 |
| 佐賀縣        | 佐賀電視台（STS）               | 富士電視台系列                               | 週二 21:00 - 21:54 | 同步播出 |
| 長崎縣        | 長崎電視台（KTN）               | 富士電視台系列                               | 週二 21:00 - 21:54 | 同步播出 |
| 熊本縣        | 熊本電視台（TKU）               | 富士電視台系列                               | 週二 21:00 - 21:54 | 同步播出 |
| 鹿兒島縣      | 鹿兒島電視台（KTS）             | 富士電視台系列                               | 週二 21:00 - 21:54 | 同步播出 |
| 沖繩縣        | 沖繩電視台（OTV）               | 富士電視台系列                               | 週二 21:00 - 21:54 | 同步播出 |
| 大分縣        | 大分電視台（TOS）               | 富士電視台系列/日本電視台系列                | 週二 21:00 - 21:54 | 同步播出 |
| 宮崎縣        | 宮崎電視台（UMK）               | 富士電視台系列/日本電視台系列/朝日電視台系列 | 週二 21:00 - 21:54 | 同步播出 |

### 延後放送的放送局
| 放送對象地域 | 放送局          | 系列           | 放送星期・放送時間                                                       |
| ------------ | --------------- | -------------- | ------------------------------------------------------------------------ |
| 青森縣       | 青森放送（RAB） | 日本電視台系列 | 週六 12:00 - 12:55                                                       |
| 台灣         | MY 101綜合台    | 中華電信MOD    | 週五 22:00 - 22:55 引進《Partners by Blood菜鳥警探 我兒子》 《影子寫手》 |

## 外部連結
- 富士電視台（页面存档备份，存于）